# 광주광역시의회
광주광역시의회는 대한민국 광주광역시에 제출된 의견이나 법안을 처리하기 위해 설치된 의회이다.

## 조직

### 의장단
- 의장
- 부의장 2명

#### 역대 의장단
| 의회 | 대수 | 이름   | 정당           | 임기                              | 부의장/정당                               | 부의장/정당                             |
| ---- | ---- | ------ | -------------- | --------------------------------- | ----------------------------------------- | --------------------------------------- |
| 초대 | 1대  | 김길   | 신민주연합당   | 1991년 7월 8일 - 1991년 7월 23일  | 김채구/신민주연합당                       | 전계량/신민주연합당                     |
| 초대 | 2대  | 정순길 | 신민주연합당   | 1991년 7월 24일 - 1993년 7월 7일  | 김채구/신민주연합당                       | 전계량/신민주연합당                     |
| 초대 | 3대  | 정경주 | 민주당         | 1993년 7월 8일 - 1995년 7월 7일   | 조수웅/민주당                             | 안성례/민주당                           |
| 2대  | 4대  | 서병조 | 민주당         | 1995년 7월 11일 - 1997년 1월 10일 | 정태성/민주당                             | 마세열/민주당                           |
| 2대  | 5대  | 오주   | 새정치국민회의 | 1997년 1월 11일 - 1998년 6월 30일 | 김재균/새정치국민회의                     | 이춘범/새정치국민회의                   |
| 3대  | 6대  | 이춘범 | 새정치국민회의 | 1998년 7월 9일 - 2000년 7월 8일   | 전갑길/새정치국민회의 김관선/새천년민주당 | 박필용/새정치국민회의                   |
| 3대  | 7대  | 오주   | 새천년민주당   | 2000년 7월 9일 - 2002년 6월 30일  | 반명환/새천년민주당                       | 신이섭/새천년민주당                     |
| 4대  | 8대  | 이형석 | 새천년민주당   | 2002년 7월 9일 - 2004년 7월 8일   | 강박원/새천년민주당                       | 정현애/새천년민주당 나종천/새천년민주당 |
| 4대  | 9대  | 반명환 | 새천년민주당   | 2004년 7월 9일 - 2006년 6월 30일  | 이정남/새천년민주당                       | 서채원/새천년민주당                     |
| 5대  | 10대 | 강박원 | 민주당         | 2006년 7월 11일 - 2008년 7월 10일 | 김후진/민주당                             | 이철원/민주당                           |
| 5대  | 11대 | 강박원 | 민주당         | 2008년 7월 11일 - 2010년 6월 30일 | 조호권/민주당                             | 진선기/민주당                           |
| 6대  | 12대 | 윤봉근 | 민주당         | 2010년 7월 6일 - 2012년 7월 5일   | 정현애/민주당                             | 이은방/민주당                           |
| 6대  | 13대 | 조호권 | 민주통합당     | 2012년 7월 6일 - 2014년 6월 30일  | 송경종/민주통합당                         | 나종천/민주통합당                       |
| 7대  | 14대 | 조영표 | 새정치민주연합 | 2014년 7월 8일 - 2016년 7월 7일   | 문태환/새정치민주연합                     | 김동찬/새정치민주연합                   |
| 7대  | 15대 | 이은방 | 국민의당       | 2016년 7월 18일 - 2018년 6월 30일 | 박춘수/국민의당                           | 조세철/더불어민주당                     |
| 8대  | 16대 | 김동찬 | 더불어민주당   | 2018년 7월 1일 - 2020년 7월 10일  | 장재성/더불어민주당                       | 임미란/더불어민주당                     |
| 8대  | 17대 | 김용집 | 더불어민주당   | 2020년 7월 11일 - 2022년 6월 30일 | 조석호/더불어민주당                       | 정순애/더불어민주당                     |

### 위원회
상임위원회
- 의회운영위원회
- 행정자치위원회
- 환경복지위원회
- 산업건설위원회
- 교육문화위원회

특별위원회
- 예산결산특별위원회
- 윤리특별위원회

### 사무기구
사무처
- 총무담당관실[2]
- 의사담당관실[3]
- 입법정책담당관실[3]
- 전문위원

## 역대 광주광역시의회의원 선거 결과

### 제1대 광주직할시의회
1991년 6월 20일에 실시된 1991년 대한민국 지방 선거를 통해 23명의 제1대 광주직할시의원이 선출되었다. 
| 정당 | 정당         | 합계 |
| ---- | ------------ | ---- |
|      | 신민주연합당 | 18   |
|      | 무소속       | 5    |

### 제2대 광주광역시의회
1995년 6월 27일에 실시된 제1회 전국동시지방선거를 통해 23명의 제2대 광주광역시의원이 선출되었다. 본 선거를 통해 지역구 의원 23명과 비례대표 의원 3명이 선출되었다.
| 정당 | 정당       | 지역구 | 비례대표 | 합계 |
| ---- | ---------- | ------ | -------- | ---- |
|      | 민주당     | 23     | 2        | 25   |
|      | 민주자유당 | 0      | 1        | 1    |

|  | 9.6% |

|  | 82.3% |

|  | 8.1% |

한 정당이 비례대표 의석 2/3를 초과하여 배분받을 수 없다는 공직선거법 조항에 따라 민주당에 2석, 민주자유당에 1석이 배분되었다.

### 제3대 광주광역시의회
1998년 6월 4일에 실시된 제2회 전국동시지방선거를 통해 17명의 제3대 광주광역시의원이 선출되었다. 본 선거를 통해 지역구 의원 14명과 비례대표 의원 3명이 선출되었다.
| 정당 | 정당           | 지역구 | 비례대표 | 합계 |
| ---- | -------------- | ------ | -------- | ---- |
|      | 새정치국민회의 | 14     | 2        | 16   |
|      | 자유민주연합   | 0      | 1        | 1    |

|  | 6.6% |

|  | 84.1% |

|  | 7.0% |

|  | 2.3% |

한 정당이 비례대표 의석 2/3를 초과하여 배분받을 수 없다는 공직선거법 조항에 따라 새정치국민회의에 2석, 자유민주연합에 1석이 배분되었다.

### 제4대 광주광역시의회
2002년 6월 13일에 실시된 제3회 전국동시지방선거를 통해 19명의 제4대 광주광역시의원이 선출되었다. 본 선거를 통해 지역구 의원 16명과 비례대표 의원 3명이 선출되었다.
| 정당 | 정당         | 지역구 | 비례대표 | 합계 |
| ---- | ------------ | ------ | -------- | ---- |
|      | 새천년민주당 | 16     | 2        | 18   |
|      | 민주노동당   | 0      | 1        | 1    |

|  | 70.43% |

|  | 14.78% |

|  | 8.51% |

|  | 2.61% |

|  | 2.39% |

|  | 1.24% |

한 정당이 비례대표 의석 2/3를 초과하여 배분받을 수 없다는 공직선거법 조항에 따라 새천년민주당에 2석, 민주노동당에 1석이 배분되었다.

### 제5대 광주광역시의회
2006년 5월 31일에 실시된 제4회 전국동시지방선거를 통해 19명의 제5대 광주광역시의원이 선출되었다. 본 선거를 통해 지역구 의원 16명과 비례대표 의원 3명이 선출되었다.
| 정당 | 정당       | 지역구 | 비례대표 | 합계 |
| ---- | ---------- | ------ | -------- | ---- |
|      | 민주당     | 16     | 2        | 18   |
|      | 열린우리당 | 0      | 1        | 1    |

|  | 49.36% |

|  | 28.39% |

|  | 16.54% |

|  | 4.73% |

|  | 0.96% |

### 제6대 광주광역시의회
2010년 6월 2일에 실시된 제5회 전국동시지방선거를 통해 26명의 제6대 광주광역시의원이 선출되었다. 본 선거를 통해 지역구 의원 19명과 비례대표 의원 3명, 교육의원 4명이 선출되었다.
| 정당 | 정당       | 지역구 | 비례대표 | 합계 |
| ---- | ---------- | ------ | -------- | ---- |
|      | 민주당     | 18     | 2        | 20   |
|      | 민주노동당 | 1      | 1        | 2    |
|      | 교육의원   | -      | -        | 4    |

|  | 55.92% |

|  | 16.86% |

|  | 12.78% |

|  | 8.32% |

|  | 4.51% |

|  | 1.33% |

|  | 0.24% |

### 제7대 광주광역시의회
2014년 6월 4일에 실시된 제6회 전국동시지방선거를 통해 22명의 제7대 광주광역시의원이 선출되었다. 본 선거를 통해 지역구 의원 19명과 비례대표 의원 3명이 선출되었다.
| 정당 | 정당           | 지역구 | 비례대표 | 합계 |
| ---- | -------------- | ------ | -------- | ---- |
|      | 새정치민주연합 | 19     | 2        | 21   |
|      | 통합진보당     | 0      | 1        | 1    |

|  | 71.34% |

|  | 13.37% |

|  | 8.73% |

|  | 4.15% |

|  | 2.38% |

### 제8대 광주광역시의회
2018년 6월 13일에 실시된 제7회 전국동시지방선거를 통해 23명의 제8대 광주광역시의원이 선출되었다. 본 선거를 통해 지역구 의원 20명과 비례대표 의원 3명이 선출되었다.
| 정당 | 정당         | 지역구 | 비례대표 | 합계 |
| ---- | ------------ | ------ | -------- | ---- |
|      | 더불어민주당 | 20     | 2        | 22   |
|      | 정의당       | 0      | 1        | 1    |

|  | 67.47% |

|  | 12.77% |

|  | 8.23% |

|  | 4.59% |

|  | 4.38% |

|  | 1.38% |

|  | 0.62% |

|  | 0.52% |

### 제9대 광주광역시의회
2022년 6월 1일에 실시된 제8회 전국동시지방선거를 통해 23명의 제9대 광주광역시의원이 선출되었다. 본 선거를 통해 지역구 의원 20명과 비례대표 의원 3명이 선출되었다.
| 정당 | 정당         | 지역구 | 비례대표 | 합계 |
| ---- | ------------ | ------ | -------- | ---- |
|      | 더불어민주당 | 20     | 2        | 22   |
|      | 국민의힘     | 0      | 1        | 1    |

|  | 68.63% |

|  | 14.11% |

|  | 9.46% |

|  | 7.18% |

|  | 0.60% |

## 정당별 의석 수
| ↓            |          |  |
| 22           | 1        |  |
| 더불어민주당 | 국민의힘 |  |

### 교섭단체
광주광역시의회는 4석 이상을 확보한 정당, 또는 교섭단체에 속하지 않은 4명의 의원이 모여 교섭단체를 구성할 수 있다.

## 같이 보기
- 광주광역시의회의원 목록
- 광주광역시청